# Bulllet
Bulllet é um projecto iniciado em 2002 por Armando Teixeira.
O primeiro álbum "The Lost Tapes", essencialmente instrumental, foi lançado pela Loop:Recordings. O disco estava sujeito a um conceito relacionado com a guerra fria. Um dos convidados era Fuse dos Dealema.
Membros fundamentais dos Bullet incluem Nel’Assassin e Kalaf que começou a colaborar com o projecto a partir de "Lost Vocal Tapes".
Kalaf conferiu ao vivo outra dimensão. Ao vivo também colabora o desenhador António Jorge Gonçalves.
No seu segundo álbum, "Torch Songs For Secret Agents", há participações especiais de Lily (vocalista dos Ballerina) e The Legendary Tiger Man.
Armando Teixeira compôs e produziu, a convite da TMN, o tema "In Your Dreams", que conta novamente com a voz de Lily. O tema teve grande impacto e foi incluído na compilação "Spot".

## Discografia
- The Lost Tapes (CD, Loop, 2002)
- The Lost Vocal Tapes (CD-Ep, Loop, 2003)
- Torch Songs for Secret Agents (CD, Loop, 2004)

Outros
- Loop:Soundz (2002) - Too Strong
- Musicália Arts Fest (DVD,2002) - Music For Your Tape Record / La Voz del Pueblo
- Frágil 21 (2003) - PragueConnection (Vocal Mix)
- Lisboa Gare (2003) - San remo Affair (Vocal Version)
- Movimentos Perpétuos (2003) - Sur Les Cortes
- Amália Revisited (2004) - Cansaço (Versão Fantástica) - com Liana
- Paradox City VA (2005) - Full Time Orchestra
- Portugal: A New Sound Portrait (2005) - Hong Kong Stomp
- Spot (2008) - In Your Dreams